# Masahiro Mori
Masahiro Mori (森 政弘?, Mori Masahiro; Prefettura di Mie, 12 febbraio 1927 – Tokyo, 12 gennaio 2025) è stato un ingegnere giapponese, studioso di robotica, noto per i suoi lavori pionieristici sulla reazione emotiva dell'uomo verso le entità non umane, e per le sue idee sulla religione e sui robot.

## Biografia
Nel 1970 Mori scrisse 不気味の谷, Uncanny valley ("valle misteriosa"); nell'articolo si ipotizzava che, come i robot divengono più simili all'uomo, essi appaiono più familiari sino ad un punto nel quale le piccole imperfezioni ce li fanno sembrare strani ed inquietanti. Ciò portò Mori a credere che i fabbricanti di robot non dovrebbero cercare di creare automi troppo realistici nell'aspetto e nel movimento.
Nel 1974 Mori pubblicò Buddha nei robot: pensieri di un ingegnere robotico su scienza e religione in cui discuteva le implicazioni metafisiche della robotica. Nel libro scrive "Io credo che i robot hanno entro sé la natura di Buddha cioè il potenziale per arrivare alla buddhità".
Nel 1988 fondò la prima competizione nazionale giapponese di costruzione di robot e ha promosso le competizioni negli anni successivi. 
Fu presidente dell'Istituto di ricerca Mukta che egli ha fondato a Tokyo per promuovere le sue teorie su religione e robot. L'istituto fornisce anche consulenza sull'uso dell'automazione e della robotica nell'industria.